# ローガン・ウェイド
ローガン・グレゴリー・ウェイド（Logan Gregory Wade、1991年11月13日 - ）は、オーストラリア連邦クイーンズランド州ブリスベン出身のプロ野球選手(遊撃手)。

## 経歴

### プロ入りとツインズ傘下時代
2012年4月12日にミネソタ・ツインズとマイナー契約を結び、プロ入りを果たした。6月18日に傘下ルーキー級ガルフ・コーストリーグ・ツインズへ配属された。39試合に出場し、打率.234、1本塁打、29安打、10打点、2盗塁を記録した。
オフに母国オーストラリアのウィンターリーグであるオーストラリアン・ベースボールリーグ(ABL)に参加し、ブリスベン・バンディッツに所属した。28試合に出場し、打率.167、6打点、13安打、2盗塁を記録した。
2013年開幕を傘下ルーキー級ツインズで迎えた。6月19日に傘下傘下A+級エリザベストン・ツインズへ昇格した。7月1日に故障者リストに登録された。最終的に32試合に出場し、打率.303、2本塁打、30安打、12打点、2盗塁を記録した。
オフにはABLに参加し、バンディッツに所属した。46試合に出場し、打率.244、1本塁打、24打点、40安打、4盗塁を記録した。
2014年開幕前の3月2日にニューサウスウェールズ州シドニーで初めてオーストラリアで開催されたMLB開幕戦の前に開催された親善試合である「オーストラリアン・チャレンジ」のオーストラリア代表に選出された。
シーズンでは3月29日に傘下A級シーダーラピッズ・カーネルズに配属され、開幕を迎えた。5月9日に故障者リストに登録された。6月20日にリハビリのため、傘下ルーキー級ツインズに配属された。ここでは10試合に出場した。7月9日に傘下A級カーネルズに復帰した。最終的にここでは、75試合に出場し、打率.233、7本塁打、38打点、65安打、4盗塁を記録した。
オフにはABLに参加し、バンディッツに所属した。45試合に出場し、打率.282、6本塁打、27打点、6安打、5盗塁を記録した。
2015年4月7日に傘下A+級フォートマイヤーズ・ミラクルに配属され、開幕を迎えた。99試合に出場し、打率.258、3本塁打、36打点、87安打、3盗塁を記録した。
オフにはABLに参加し、バンディッツに所属した。35試合に出場し、打率.315、5本塁打、20打点、41安打、5盗塁を記録した。
2016年開幕前の1月28日に第4回WBC予選のオーストラリア代表に選出された。同大会でオーストラリアは本戦出場を決めている。
シーズンでは開幕を傘下傘下A+ミラクルズで迎えた。55試合に出場し、打率.209、1本塁打、19打点、42安打、4盗塁を記録した。6月22日に解雇された。

### ツインズ退団後
2016年6月6日に第28回ハーレムベースボールウィークのオーストラリア代表に選出された。冬季にはABLに参加し、バンディッツに所属した。39試合に出場し、打率.280、3本塁打、22打点、46安打、8盗塁を記録した。
2017年2月9日に第4回WBC本戦のオーストラリア代表に選出された。キューバ戦では一時先制となる安打を記録したが、アルフレド・デスパイネの満塁本塁打で逆転され、オーストラリアは1次リーグ敗退となった。

## 詳細情報

### WBCでの打撃成績
| 年 度 | 代 表          | 試 合 | 打 席 | 打 数 | 得 点 | 安 打 | 二 塁 打 | 三 塁 打 | 本 塁 打 | 塁 打 | 打 点 | 盗 塁 | 盗 塁 死 | 犠 打 | 犠 飛 | 四 球 | 敬 遠 | 死 球 | 三 振 | 併 殺 打 | 打 率 | 出 塁 率 | 長 打 率 |
| ----- | -------------- | ----- | ----- | ----- | ----- | ----- | -------- | -------- | -------- | ----- | ----- | ----- | -------- | ----- | ----- | ----- | ----- | ----- | ----- | -------- | ----- | -------- | -------- |
| 2017  | オーストラリア | 2     | 5     | 5     | 0     | 1     | 0        | 0        | 0        | 1     | 1     | 0     | 0        | 0     | 0     | 0     | 0     | 0     | 2     | 0        | .200  | .200     | .200     |
| 2023  | オーストラリア | 5     | 17    | 12    | 2     | 4     | 2        | 0        | 0        | 6     | 5     | 0     | 0        | 0     | 1     | 4     | 0     | 0     | 2     | 0        | .333  | .471     | .500     |

### WBSCプレミア12での打撃成績
| 年 度 | 代 表          | 試 合 | 打 席 | 打 数 | 得 点 | 安 打 | 二 塁 打 | 三 塁 打 | 本 塁 打 | 塁 打 | 打 点 | 盗 塁 | 盗 塁 死 | 犠 打 | 犠 飛 | 四 球 | 敬 遠 | 死 球 | 三 振 | 併 殺 打 | 打 率 | 出 塁 率 | 長 打 率 |
| ----- | -------------- | ----- | ----- | ----- | ----- | ----- | -------- | -------- | -------- | ----- | ----- | ----- | -------- | ----- | ----- | ----- | ----- | ----- | ----- | -------- | ----- | -------- | -------- |
| 2019  | オーストラリア | 7     | 27    | 26    | 1     | 5     | 0        | 1        | 1        | 10    | 4     | 0     | 0        | 0     | 0     | 1     | 0     | 0     | 7     | 0        | .192  | .222     | .385     |

### 代表歴
- オーストラリアン・チャレンジ
- 2017 ワールド・ベースボール・クラシック予選 オーストラリア代表
- 2016 ハーレムベースボールウィーク オーストラリア代表
- 2017年の野球オーストラリア代表による韓国遠征
- 2017 ワールド・ベースボール・クラシック・オーストラリア代表
- 2019 WBSCプレミア12 オーストラリア代表
- 2023 ワールド・ベースボール・クラシック・オーストラリア代表